# Grégory Bourillon
Grégory Bourillon (Laval, 1 juli 1984) is een Franse voetballer die doorgaans als verdediger speelt. Hij won in 2008 de Coupe de la Ligue met Paris Saint-Germain.

## Interlandcarrière
Bourillon speelde in totaal 19 wedstrijden voor de Franse U-21. Met Frankrijk U21 nam hij in 2006 deel aan de EK-eindronde in Portugal, waar de ploeg van bondscoach René Girard in de halve finales werd uitgeschakeld door de latere winnaar Nederland.

## Carrière
- -2000: Montsûrs (jeugd)
- 2000–2002: Stade Lavallois (jeugd)
- 2002–2007: Stade Rennais
- 2007–2010: Paris Saint-Germain
- 2010–2014: FC Lorient
- 2014–2016: Stade de Reims
- 2016–....: Angers SCO

## Erelijst
- Met Stade Rennais
  - Coupe Gambardella (2003)
- Met Paris Saint-Germain
  - Coupe de la Ligue (2008)

1 Bernardoni ·
3 Doumbia ·
4 Pavlović ·
5 Mangani ·
6 Ebosse ·
7 Alioui ·
8 Traoré  ·
9 Diony ·
10 Fulgini ·
11 Cabot ·
12 Ould Khaled ·
13 Boufal ·
14 Coulibaly ·
15 Capelle ·
16 Butelle ·
18 Amadou ·
19 Bahoken ·
20 Thioub ·
21 Cho ·
23 Bobichon ·
24 Thomas ·
25 Bamba ·
27 Pereira Lage ·
28 El Melali ·
29 Manceau ·
30 Petković ·
31 Pape Diaw ·
32 Touré ·
37 Bemanga ·
Loucif ·
Coach: Moulin